# Tipula parvauricula
Tipula parvauricula är en tvåvingeart som beskrevs av Alexander 1941. Tipula parvauricula ingår i släktet Tipula och familjen storharkrankar. Inga underarter finns listade i Catalogue of Life.